# Churchill, Montana
Churchill är en ort i Gallatin County i delstaten Montana, USA.